# Flip (Nils Lofgren)
Flip is een muziekalbum van Nils Lofgren uit 1985 dat hij produceerde met Lance Quinn. Alle nummers werden door Lofgren zelf geschreven. De muziekstijl is in te delen in poprock en new wave, stijlen die in die jaren hoogtij vierden.
Het is zijn eerste album bij Columbia Records en het bereikte in verschillende landen de hitlijsten. Hierna bracht hij nog een livealbum uit dat hij ook in dat jaar had laten opnemen, en speelde hij vervolgens zes jaar lang bij Bruce Springsteen.

## Hitnoteringen
| Hitlijst                | notering |
| ----------------------- | -------- |
| Zweden                  | 12       |
| Verenigd Koninkrijk     | 36       |
| Billboard Album Top 200 | 150      |

## Nummers
| Nummer | naam                   | duur |
| ------ | ---------------------- | ---- |
| A1     | Flip ya flip           | 4:08 |
| A2     | Secrets in the street  | 4:31 |
| A3     | From the heart         | 3:28 |
| A4     | Delivery night         | 3:52 |
| A5     | King of the rock       | 5:23 |
| B1     | Sweet midnight         | 6:47 |
| B2     | New holes in old shoes | 4:34 |
| B3     | Dreams die hard        | 3:32 |
| B4     | Big tears fall         | 6:06 |